# Bhabhar
Bhabhar es la región que hay al sur de la cordillera de Siwalik y del bajo Himalaya, donde los montes se funden con la llanura del Ganges.

## Etimología
El nombre Bhabhar deriva de la hierba local Eulaliopsis binata, que alcanza entre 45 cm y 90 cm de altura y se usa para hacer papel y cuerda.

## Descripción
El Bhabhar forma un cinturón boscoso de rocas permeables formadas por arenisca y grava al pie de las montañas. Las lluvias monzónicas son muy abundantes, debido a su orientación, y el agua se filtra a través de las rocas y las gravas. Como resultado, el nivel del agua subterránea es muy profundo en esta región, y sale a la superficie en una zona inferior llamada Terai, formada por limos y arcilla, donde se forman pantanos.
Debido a su situación en la unión del Himalaya con la llanura del Ganges, Bhabhar está atravesado por las redes de comunicaciones más importantes del estado de Uttarakhand, y debido a que es una zona bien regada por las lluvias monzónicas es muy fértil.
Por su naturaleza geológica pertenece por entero al distrito Nainital del estado indio de Uttarakhand.

## Clima
El clima de esta región es subtropical monzónico con una larga estación seca entre octubre y mediados de junio. A una altitud de 400 m en la zona central del bhabhar caen en torno a 2400 mm de lluvia al año, el 80 % entre junio y septiembre. Las temperaturas oscilan entre los 13 °C de enero y los 39 °C.